# Guerre du flétan
La guerre du flétan est un épisode de tension entre le Canada et les flottes européennes de pêches sur les Grands Bancs de Terre-Neuve, qui se produit en 1995 et 1996. À la suite d'une surpêche, cette ressource est limitée, ce qui amène le Canada à décréter une zone économique exclusive (ZEE) en 1977 et l’OPANO à fixer des quotas de pêche. De nombreuses violations du traité sont notées en 1994 et le nouveau ministre fédéral des pêches, Brian Tobin, confie le mandat à son ministère et à celui des Affaires extérieures d'entreprendre des discussions musclées avec les représentants de l'Union européenne pour qu'ils ramènent leurs membres à l'ordre. Un navire espagnol, l’Estai est même arraisonné en 1995 pour pêche illégale de flétan noir, d'où le nom de l'incident, et mène à un conflit diplomatique. 

## Déroulement

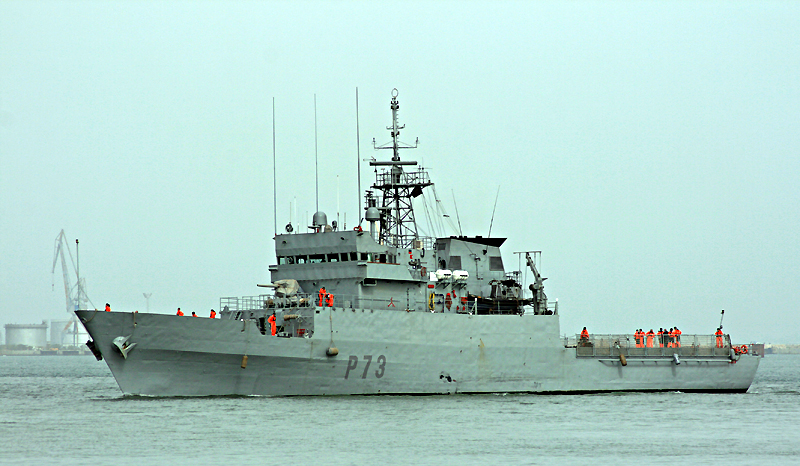
Le Vigía de classe Serviola, envoyé par l'Espagne

Le Canada et l’OPANO notent cinquante violations de quotas de pêche sur les Grands Bancs de Terre-Neuve en 1994 par certains navires européens, l’Union européenne refusant de respecter les quotas de flétan noir qui lui ont été alloués. À l'hiver 1995, le ministre ordonne à Pêches et Océans Canada de saisir tout navire en contravention. Le 9 mars, un navire de patrouille aidé par la Garde côtière canadienne et la Marine arraisonnent le bateau espagnol Estai qui vient de s'enfuir de la ZEE. Le filet que l’Estai a largué durant la poursuite est récupéré et remorqué à Terre-Neuve.
Devant la presse, le ministre montre le filet dont les mailles sont illégalement petites. L’Estai est saisi, ce qui crée un incident diplomatique. Le gouvernement espagnol et la Commission européenne déclarent qu'il s'agit d'une guerre commerciale et l'Espagne dépêche un navire de guerre pour protéger ses pêcheurs, accusant le Canada de s'être livré à un acte de piraterie. Les Européens veulent que le cas soit jugé devant la Cour internationale de justice de La Haye en argumentant que le Canada a saisi illégalement le navire dans les eaux internationales, mais le tribunal refuse.
Le Canada et l’Union européenne s’entendent finalement sur un ensemble strict de mesures de contrôle et d’application de la loi, qui entre en vigueur le 1er janvier 1996. Cette crise diplomatique a permis d'apprendre à mieux contrôler les situations de crises maritimes.